# Nystadská smlouva

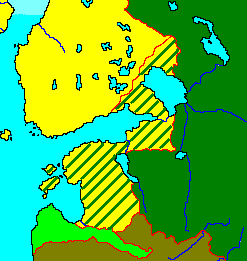
Výsledek nystadského míru:
Rusko získalo na Švédsku Livonsko, Estonsko, Ingrii a část Karélie (šrafované oblasti).
Ve vévodství kuronském a zemgalském vládla dcera cara Ivana V., budoucí (od 1730) ruská carevna Anna Ivanovna.

Nystadská mírová smlouva (rusky Ништадтский мир, Ništadtskij mir; švédsky Freden i Nystad) byla podepsána 10. září 1721 ve finském městě Uusikaupunki (švédsky Nystad) mezi Ruským carstvím a Švédskou říší. Tato smlouva ukončila Velkou severní válku (1700 až 1721), ve které Rusko získalo tehdejší švédská území v okolí Finského zálivu: od jihu na sever to bylo území Švédského Livonska, Estonského vévodství, Ingrie a také velká část švédsko-finské části Karélie, včetně Kexholmska.

## Pozadí
V letech 1719–1721 (po smrti švédského krále Karla XII.) Rusové pustošili švédské pobřeží a vypálili několik měst. K dosažení míru muselo Švédsko vyjednat a uzavřít mírové dohody:
- Mír ve Stockholmu (1719) s Hannoverským kurfiřtstvím
- Mír ve Stockholmu (1720) s Pruským královstvím,
- Mír ve Frederiksborgu (1720) s Dánsko-norským královstvím,
- Mír v Nystadu (1721) s Ruskem, který nakonec ukončil celou válku.

## Mírové rozhovory
Jednání začalo dne 12. května 1718 na Alandech. Švédskými vyjednavači byli Georg Heinrich von Görtz , Carl Gyllenborg a Johan Paulinus Lillienstedt, zatímco Rusko zastupovali Jacob Daniel Bruce a Heinrich Ostermann. Jednání byla přerušena dne 13. září téhož roku. V létě roku 1719 se car Petr pokusil zvýšit tlak na Švédsko několika přepady švédského pobřeží. V roce 1720 byla situace pro Švédsko obtížná, Švédsko se pokusilo navázat spojenectví s Anglií proti Rusku. Pokus selhal a byla hledána mírová dohoda. Anglie a Francie se nabídly jako prostředníci, až v prosinci 1720 přišel do Stockholmu princ Meščerský s ruským mírovým pozváním. Švédská státní rada přijala pozvání ve dnech 13. a 14. prosince a radní Lillienstedt a guvernér Otto Reinhold Strömfelt dostali plnou moc k jednání v Nystadu. Rusko dále zastupovali Bruce a Ostermann. Smlouva byla podepsána 10. září 1721. 

## Podmínky míru
Smlouva se skládala z preambule a 24 článků, Rusko dostalo právo zprostředkovat mírová jednání mezi Švédskem a Polskem ve válce, která trvala od roku 1561.
V rámci dohody muselo Švédsko:
- postoupit Rusku: Estonsko, Livonii, Ingermanland, Vyborg a okolní kraje, jižní část okresu Kexholm, kromě toho ostrovy Øsel, Dagø a Moon,
- za toto má právo z Livonie (Reval, Arensburg a Riga) na roční vývoz bez cla za 50 000 rublů obilí, s výjimkou roků špatné úrody.

Na oplátku muselo Rusko:
- vrátit Švédsku okupovaná území Finska,
- zaplatit válečné škody až do výše 2 milionů stříbrných tolarů (Ефимок),
- zaručit obyvatelstvu v získaných oblastech svobodu náboženského vyznání a zachovat jejich školský systém, jakož i právo zachovat předchozí obchodní privilegia.

## Výsledky
Rusko si tak „prorazilo okno do Evropy“, získalo přístup k Baltskému moři – v čemž mu bylo po staletí hanzou, Polskem a právě Švédskem bráněno – a v následujícím období tedy mohlo postupně vyrůst v jednu z pěti hlavních evropských velmocí.
Naopak pro Švédsko znamenala tato smlouva konec jeho velmocenského období (Stormaktstiden), které získalo ve třicetileté válce, ztrátu dominia maris Baltici (vlády nad Baltem) a pád mezi evropské mocnosti druhého řádu. Mír v Nystadu je vedle míru ve Frikredshamnu (1809) nejtěžším mírem, do kterého vstoupilo Švédsko po skončení středověku. Znamenalo to definitivní konec švédské velmocenské říše a to, že Rusko se stalo vůdčí silou Baltského moře. Zejména ztráta livlandského obilí byla těžká.
Bezprostředně po uzavření vítězné smlouvy prohlásil car Petr Veliký (1689–1725) své državy za nový státní celek – Ruské impérium.